# Ryley

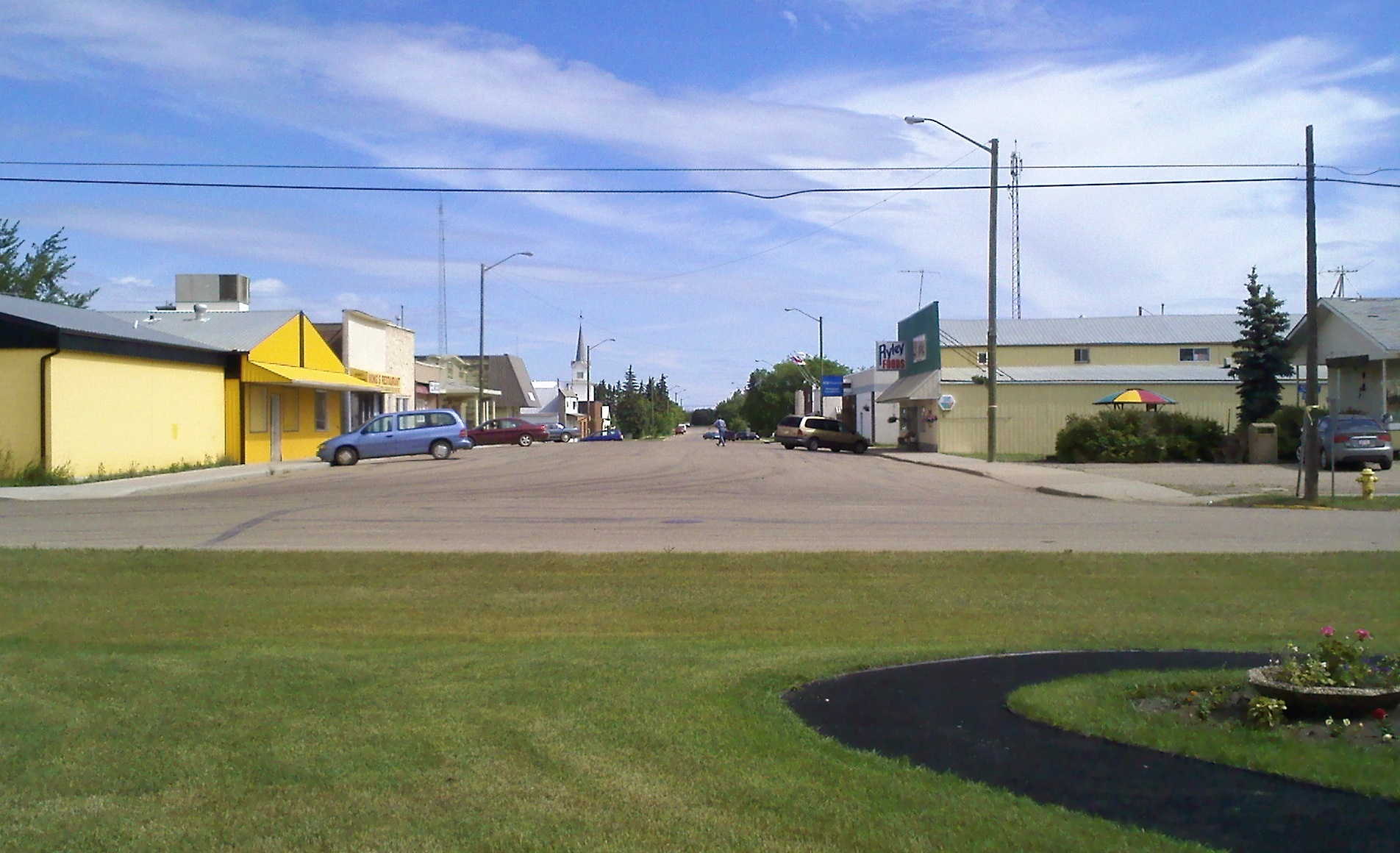
Rue principale

Ryley est un village situé dans le comté de Beaver en Alberta au Canada, le long de l'autoroute 14 entre Edmonton et Viking. Il se trouve à environ 58 km au sud de la cité de Camrose.

## Démographie
| 2001 | 2006 | 2011 | 2016 |
| ---- | ---- | ---- | ---- |
| 437  | 458  | 497  | 483  |